# Borirène
La borirène est un  hétérocycle insaturé de trois atomes, l'un étant un atome de bore lié par une double liaison à un atome de carbone aussi pour respecter la valence habituel du bore. Structurellement, il correspond donc à l'azirine avec un atome de bore à la place de celui d'azote. La borirène est un composé aromatique qui possède une réactivité différente du benzène. C'est l'un des petits systèmes hétérocycliques aromatiques avec la forme cationique de l'aziridine.